# Федеральний університет Ріо-де-Жанейро
Федеральний університет Ріо-де-Жанейро або Університет Бразилії це публічний університет у Ріо-де-Жанейро, Бразилія. UFRJ є найбільшим федеральним вишем країни, освітнім і дослідницьким центром, що здобув визнання в своїй країні та за її межами. QS World University Rankings ставить університет на перше місце серед федеральних університетів Бразилії, загалом на третє в Бразилії та дев'яте в Латинамериці. 2015 року Ranking Universitário Folha (RUF) вважає Університет Бразилії другим серед усіх вишів країни і найкращим федеральним університетом
Федеральний університет Ріо-де-Жанейро тісно пов'язаний із розвитком вищої освіти в Бразилії. Королівська академія артилерії, фортифікації та проектування (порт. Real Academia de Artilharia, Fortificação e Desenho, заклад-попередник нинішньої університетської Політехнічної школи) відкрита у грудні 1792 була першим вишем у країні, а в 1920-ті стала зразком для формування системи бразилійських коледжів.
Окрім 157 основних і 580 післядипломних курсів UFRJ відповідає за роботу семи музеїв (включно з Національним музеєм Бразилії), дев'яти лікарень, 43 бібліотек, сотень лабораторій та інших дослідницьких закладів. Відділення Університету Бразилії розміщені переважно в Ріо, в кампусах порт. Praia Vermelha та порт. Cidade Universitária, але ряд установ (Музична школа, Коледж правознавства, Інститут історії та ін.) — де-інде в місті, Національний музей і Обсерваторія Валонгу — в містечку порт. São Cristóvão. Деякі дослідницькі заклади розміщені в інших регіонах країни.
Серед найвідоміших випускників вишу: архітектор Оскар Німеєр, письменник Жоржі Амаду, дипломат Освальдо Аранха.